# Mitchell Mulhern
Mitchell Mulhern (Brisbane, 22 de enero de 1991) es un deportista australiano que compite en ciclismo en las modalidades de pista, especialista en la prueba de persecución por equipos, y ruta.
Ganó dos medallas en el Campeonato Mundial de Ciclismo en Pista, en los años 2014 y 2015, ambas en persecución por equipos.

## Medallero internacional
| Campeonato Mundial | Campeonato Mundial      | Campeonato Mundial | Campeonato Mundial      |
| Año                | Lugar                   | Medalla            | Competición             |
| ------------------ | ----------------------- | ------------------ | ----------------------- |
| 2014               | Cali (Colombia)         | Medalla de oro     | Persecución por equipos |
| 2015               | Saint-Quentin (Francia) | Medalla de bronce  | Persecución por equipos |

1. ↑  Compitió en la ronda de clasificación.